# Trollius laxus
Trollius laxus là một loài thực vật có hoa trong họ Mao lương. Loài này được Salisb. miêu tả khoa học đầu tiên năm 1807.

## Hình ảnh

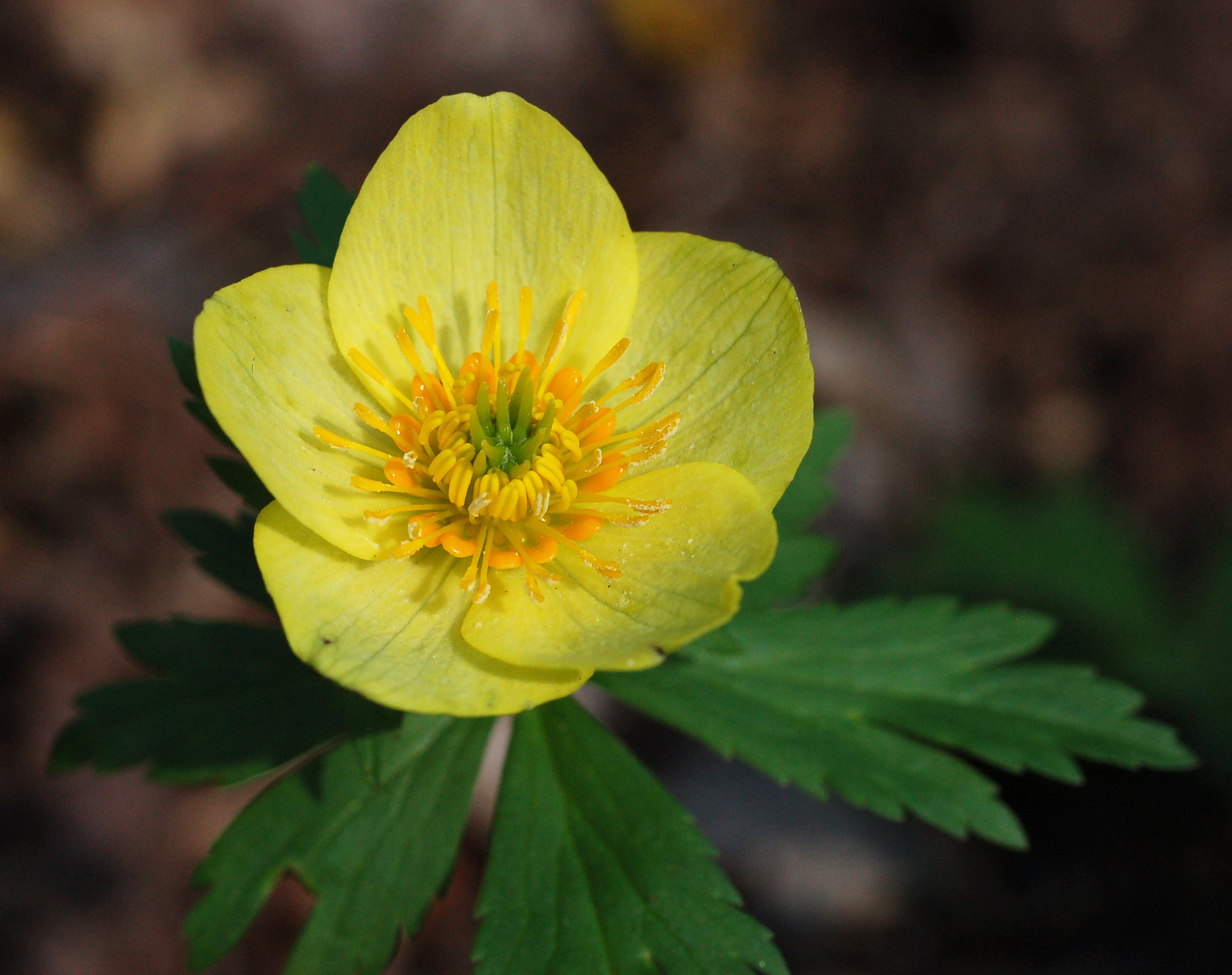
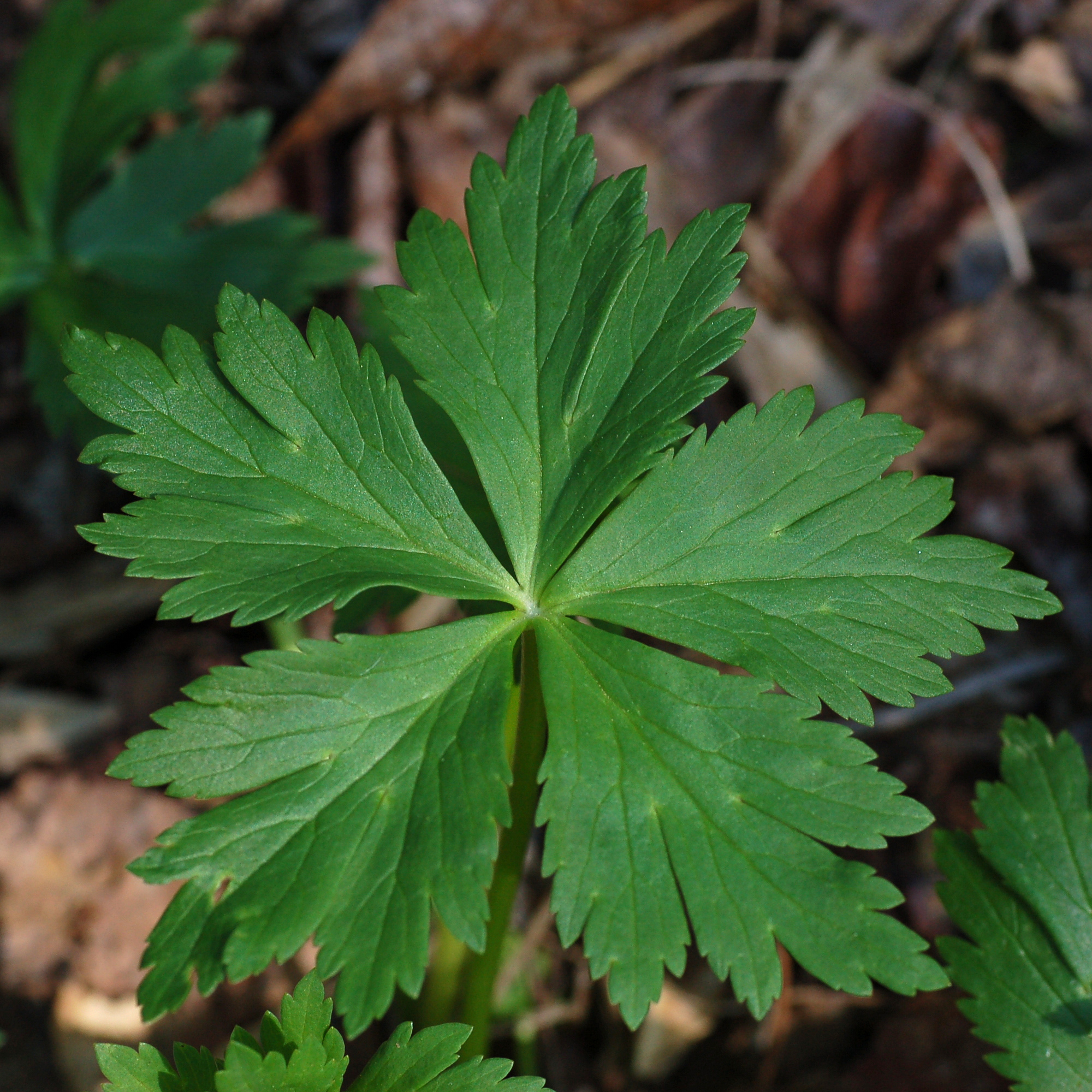
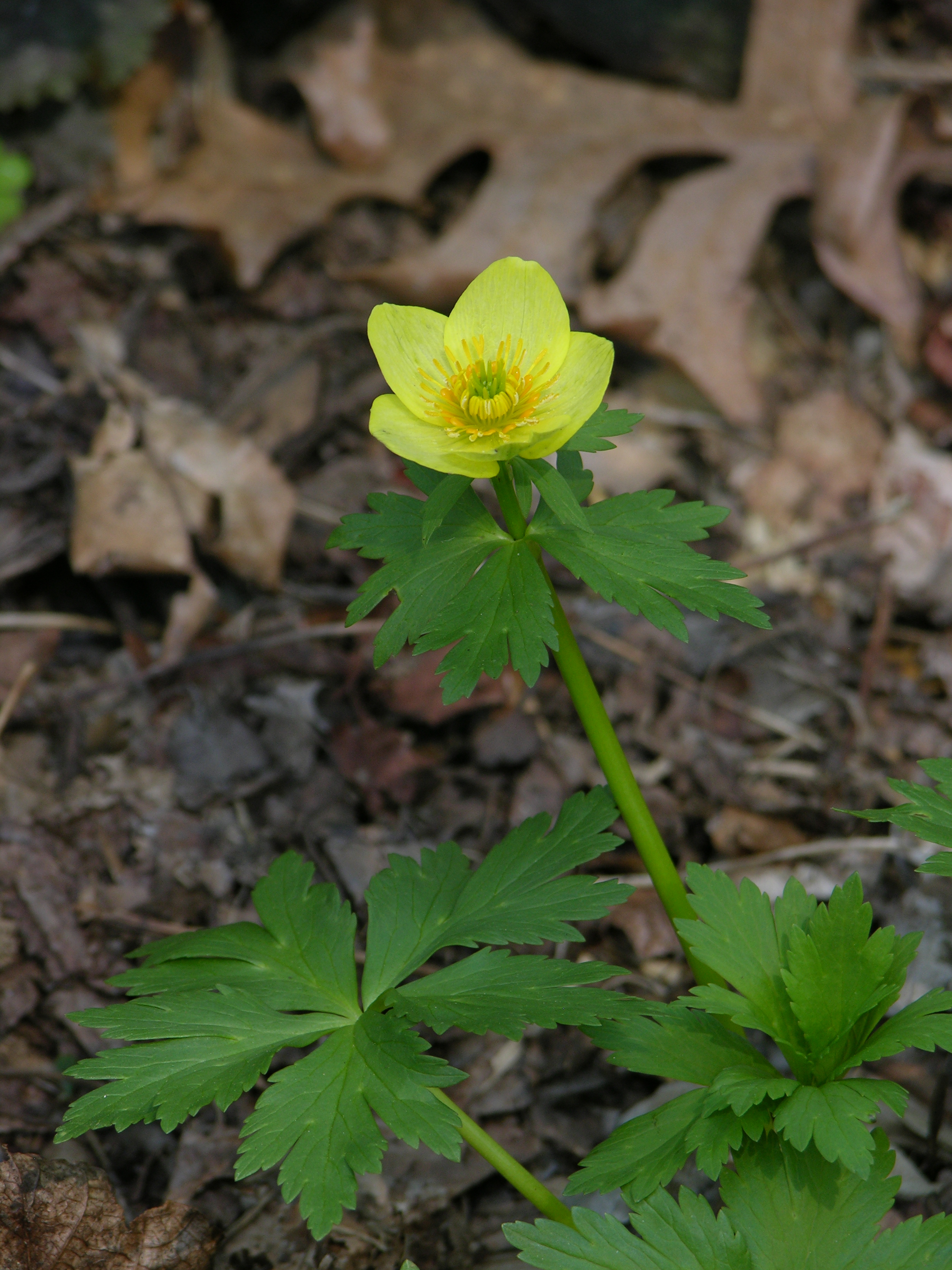
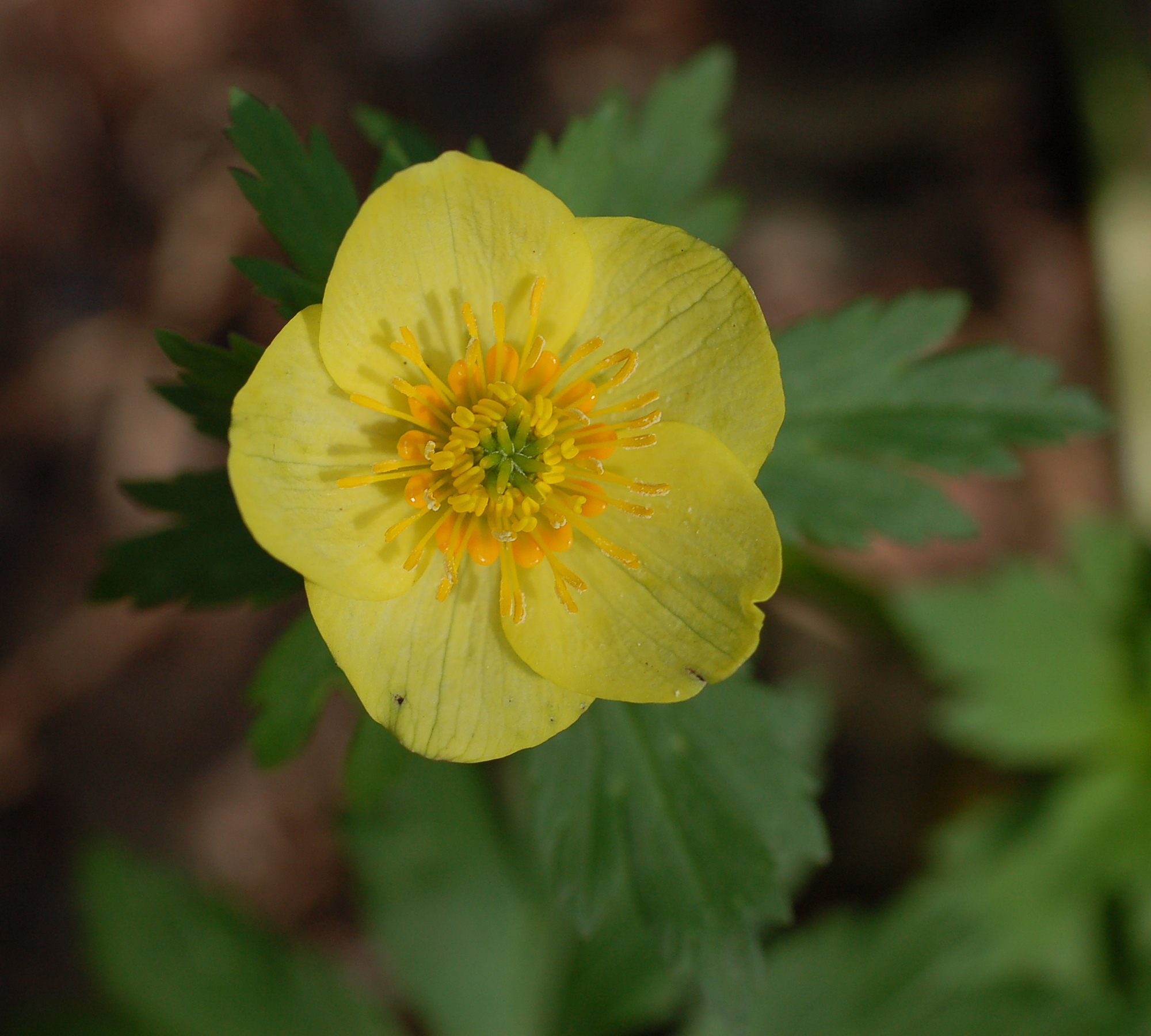